# トリック映画
初期の映画史でトリック映画は刷新的なSFXを呼び物にするために設定された短編サイレント映画であった。

## 歴史
トリック映画の分野は、最初の映画実験の中からジョルジュ・メリエスが開発し、その作業はこの分野の最も古典的な例として残っている。他の初期の実験者にフランスのショーマンエミールとヴァンサン・イゾラ、イギリスのマジシャンデイヴィッド・デヴァントとジョン・ネヴィル・マスケリン、アメリカの映画撮影技師ビリー・ビツァーとJ・スチュアート・ブラックトンがいる。
特に1898年から1908年の初期の映画では、トリック映画は世界で最も一般的な映画のジャンルの一つであった。1906年以前は、ノンフィクションの実写映画に次ぐ最も普及した映画のジャンルであったようである。このトリック映画で探求された技術に速度を変えるカメラを違えることで作られたスローモーションや低速度撮影、代用接合と呼ばれる編集装置、多重露光のような様々なインカメラ効果があった。
イギリス人がトリック映画を呼んだように「トリック商品」は、技術者であるロバート・W・ポールやセシル・ヘップワースと共にイギリスで広範な人気を博した。クリックスとマーティンの二人で映画製作をしていたジョン・ハワード・マーティンは、遅くとも単独作業を始めた1913年には大衆向けのトリック映画を製作した。しかしトリック映画に対するイギリスの関心は一般的には衰えており、1912年に公開されたメリエスの極地征服のような精巧な作品に対しても割合冷ややかな反応であった。
トリック映画の要素は、バスター・キートンのキートンの探偵学入門のようなサイレントコメディー映画のギャグに生き残った。トリック映画の壮観な本質もミュージカル映画やSF映画、ホラー映画、剣戟映画などの他のジャンルで生き長らえた。

## 様式
トリック映画は伝統的な舞台マジックを呼び物とする短編サイレント映画（映画史家マシュー・ソロモンの言葉にある「トリック式映画」）と混同すべきではない。その代わりにトリック映画は映画技術を用いる幻影を創造している。
トリック映画は一般に起こりそうもない不可能な事件を作る固有の精力的な奇行ほどジョークやコメディー場面による多くない場面を作りながら活発なユーモアを伝えている。哲学者ノエル・キャロルが指摘しているように、メリエスのトリック映画におけるコメディーは、「驚くべき変化と物理的に不可能な事件から生まれる喜びの要素」であり「想像の法則を物理法則の代わりに用いる可能性を賛美する形而上学的解放のコメディー」である。

## 参照
1. 1 2  Solomon 2006, p. 596
2. 1 2 3  Carroll 1996, p. 146
3. ↑  Kirby, Lynne (1997), Parallel Tracks: The Railroad and Silent Cinema, Durham: Duke University Press
4. 1 2 3  Parkinson, David (2012), 100 Ideas That Changed Film, London: Laurence King Publishing, p. 19
5. ↑  Gunning, Tom (2005), “The Cinema of Attractions: Early Film, Its Spectator, and the Avant-Garde”, in Knopf, Robert, Theater and Film: A Comparative Anthology, New Haven: Yale University Press, p. 39
6. ↑  Low, Rachael (1997), History of British Film, 2, London: Routledge, p. 180
7. ↑  Carroll 1996, p. 156
8. ↑  Solomon 2006, pp. 602–3

## 引用
- Carroll, Noël (1996), Theorizing the Moving Image, Cambridge: Cambridge University Press
- Solomon, Matthew (December 2006), “Up-to-Date Magic: Theatrical Conjuring and the Trick Film”, Theatre Journal 58 (4):  595–615, doi:10.1353/tj.2007.0032, JSTOR 25069917